# Josef Kapinus
Josef Kapinus (12. září 1900 Láz – 11. února 1968 Jaroměřice nad Rokytnou) byl český pedagog, spisovatel, sochař a malíř.

## Život
Josef Kapinus se narodil do chalupnické rodiny. Již v raném věku projevoval výtvarný talent. Vystudoval gymnázium a přál si pokračovat ve vyšším vzdělání uměleckého směru, avšak pro nesouhlas rodičů vystudoval na učitele. Své umělecké vzdělání prohluboval ve volném čase. Na Kapinusův příchod do Jaroměřic nad Rokytnou měl vliv Otokar Březina. Prostřednictvím Březiny se seznámil s akademickým malířem Františkem Bílkem. V jeho ateliéru v Chýnově po nějaký čas přebýval a školil se v modelování, řezbářství, dřevořezu a odlévání.
Byl též přítelem Jakuba Demla, v jehož prospěch svědčil u poválečného soudu, když byl Deml obviněn z kolaborantství.
Z Kapinusových výtvarných děl je známa Pieta u Březinova hrobu na jaroměřickém hřbitově. Zhotovil i několik pamětních desek obětem nacismu. Dále lze vzpomenout Kapinusova vrata v kostele svaté Markéty, na nichž zachytil čtveřici evangelistů. Věnoval se též vlastivědě; byl jedním z autorů Jaroměřického památníku (1939). Byl pochován na hřbitově v Jaroměřicích nad Rokytnou.
V roce 1969 byl oceněn při příležitosti setkání ke 40 letům od smrti Otokara Březiny, kdy obdržel pamětní medaili ke 100. výročí narození Otokara Březiny.